# Защита растений
Защита растений:
- Наука, раздел прикладной биологии, разрабатывающий теоретические и методологические основы мероприятий по борьбе с организмами, наносящими урон посевам и посадкам в открытом и (или) защищённом грунте, окультуренным угодьям и естественной растительности.
- Система мероприятий по борьбе с организмами, наносящими урон посевам и посадкам в открытом и (или) защищённом грунте, окультуренным угодьям и естественной растительности, направленных на предупреждение проникновения, распространения и массового размножения (развития), а также на регулирование или ликвидацию популяций вредных организмов.
- Учебная, или академическая, дисциплина которая преподаётся или исследуется в вузах и колледжах по специальностям, например, «агрохимия и агропочвоведение», «агрономия», а также специальность, по которой осуществляется обучение студентов в сельскохозяйственных вузах и колледжах.
- Специальность, по которой создаются диссертационные советы, сдаются кандидатские экзамены, присуждаются учёные степени, присваиваются учёные звания, в том числе профессора по специальности и доцента по специальности.
- Название периодических и продолжающихся изданий в разных странах.

## Наука

### История
Болезни и вредители растений были известны человеку с глубокой древности. В ассирийских клинописях и египетских фресках (3-е тысячелетие до нашей эры) упоминаются опустошительные налёты пустынной саранчи; древние греческие и римские писатели описывали ржавчину, головню, рак деревьев и другие болезни. В начале 18-го века французский ботаник Питтон де Турнефор предложил оригинальную классификацию болезней растений. Во 2-й половине 18-го века многочисленными опытами доказывается заразность многих болезней.
Как наука, складывается в 1-й половине 19-го века с публикацией крупных обобщений по вредным насекомым и болезням растений .
Современное название получает распространение с конца 19-го века, когда в 1891 году в Штутгарте основан Журнал болезней растений и защиты растений (нем. Zeitschrift für Pflanzenkrankheiten und Pflanzenschutz).

### Основные разделы
- Биологическая защита растений
- Интегрированная защита растений
- Химическая защита растений

Основные направления исследований в защите растений: 
- Биологическое (в том числе мониторинг, диагностика, биоразнообразие, новые и инвазивные вредные организмы)
- Агрономическое (в том числе продовольственная безопасность, влияние изменения климата, агроэкологическая инженерия, интегрированная борьба, вредоносность, устойчивость растений к вредным организмам).
- Химическое и инженерно-техническое (в том числе разработка новых пестицидов и биопестицидов, технологии применения пестицидов)
- Генно-инженерное (молекулярные методы идентификации; генетически модифицированные культуры, устойчивые к вредным организмам)
- Информационно-коммуникационное (в том числе интернет-сайты и онлайновые базы данных)
- Социально-экономическое

### Съезды

#### Международные
International Plant Protection Congresses: 
| Конгресс | Год проведения | Место проведения          | Количество участников |
| -------- | -------------- | ------------------------- | --------------------- |
| I        | 1946           | Лувен, Бельгия            | ?                     |
| II       | 1949           | Лондон, Англия            | 450                   |
| III      | 1952           | Париж, Франция            | ?                     |
| IV       | 1957           | Гамбург, Германия         | ?                     |
| V        | 1963           | Лондон, Англия            | 560                   |
| VI       | 1967           | Вена, Австрия             | 1260                  |
| VII      | 1970           | Париж, Франция            | ?                     |
| VIII     | 1975           | Москва, СССР              | 1687                  |
| IX       | 1979           | Вашингтон, округ Колумбия | 2160                  |
| X        | 1983           | Брайтон, Англия           | 2300?                 |
| XI       | 1987           | Манила, Филиппины         | ?                     |
| XII      | 1991           | Рио-де-Жанейро, Бразилия  | 1354                  |
| XIII     | 1995           | Гаага, Нидерланды         | 1100                  |
| XIV      | 1999           | Иерусалим, Израиль        | 1016                  |
| XV       | 2004           | Пекин, КНР                | 2061                  |
| XVI      | 2007           | Глазго, Шотландия         | 1100                  |
| XVII     | 2011           | Гонолулу, Гавайи          | 1891                  |
| XVIII    | 2015           | Берлин, Германия          |                       |

#### В России
С конца 19-го века в южной России для обсуждения вопросов защиты растений созывались областные энтомологические съезды из представителей земств южных губерний, учёных Петербурга, Москвы, Харькова и Одессы при участии местных хозяев-практиков; первый такой съезд был в Одессе в 1881 году и затем они повторялись ежегодно (за исключением 1885 г.); VIII-й съезд был в 1889 году, также в Одессе.
1-й Всероссийский съезд деятелей по прикладной энтомологии состоялся 20-23 августа 1913 г. в Киеве. На Съезд прибыли 67 человек. Кроме местных работников в Съезде участвовали представители Зоологического музея Академии Наук, Русского энтомологического общества и ряда центральных учреждений.
2-й Съезд решено было провести в Киеве в октябре 1914 г., но в связи с начавшейся Первой мировой войной он не состоялся. Вместо этого в Киеве 21—23 ноября 1915 г. было созвано 1-е общее собрание только что образованного Общества деятелей по прикладной энтомологии, на котором присутствовало 20 человек, изъявивших желание быть членами Общества.
Начиная со 2-го Съезда (с 1920 г.) научные собрания носили названия — всероссийских энтомо-фитопатологических съездов, затем — всесоюзных съездов по защите растений, и проводились в Петрограде (Ленинграде); в 1932 г. состоялся VII-й Всесоюзный съезд по защите растений (Ленинград).
В современной истории России проведены три всероссийских съезда по защите растений, все в Санкт-Петербурге: в 1995-м, 2005-м и 2013-м годах.

## Практическая деятельность
См. также Фитосанитария

### История

#### В России
Организационно-практическое направление в защите растений первоначально оформилось в 1859 году в качестве отделения прикладной энтомологии Русского энтомологического общества. Отделение просуществовало до 1866 года. В 1878 году создана первая энтомологическая комиссия при земской управе (в Харькове). В 1887 году была введена должность областного энтомолога (решение принято комиссией земств, образованной на VII областном энтомологическом съезде в Одессе), которую занял П. А. Забаринский. В 1893 году должность первого в России губернского энтомолога по решению Таврического губернского земства занял Сигизмунд Александрович Мокржецкий (Zygmunt Atanazy Mokrzecki; 2 мая 1865 года — 3 марта 1936 года). В 1894 году в России организовано бюро по энтомологии при департаменте земледелия Министерства земледелия и государственных имуществ. В 1916 году в России была уже 51 организация по прикладной энтомологии и защите растений. В это время во всем мире действовало всего 220 подобных организаций.
На созданный в Ленинграде в 1929 году Всесоюзный научно-исследовательский институт защиты растений (ВИЗР) была возложена и практическая работа по анализу информации, собиравшейся в СССР из примерно 450 опорных пунктов и станций защиты растений, впоследствии переданных в службу учёта и прогноза вредителей при Министерстве сельского хозяйства СССР. В 1934 году учреждена Государственная служба карантина растений; при земельных органах были введены штатные должности агрономов по защите растений.
В 2004 году в результате слияния различных контролирующих государственных органов и структур служба карантина растений вошла в Россельхознадзор. В 2007 году на базе 143 федеральных государственных учреждений «Госсеминспекции по субъектам Российской Федерации» и «Территориальные станции защиты растений» создано единое учреждение — Российский сельскохозяйственный центр (Россельхозцентр).

### Законодательство

#### Международное
- «Международная конвенция по защите растений (МКЗР)», разработана ФАО (1951 г., Рим), пересмотрена в 1979 г. и дополнена в 1987 г. (в ред. 1997 г.);
- «Соглашение по техническим барьерам в торговле (ТБТ)», принято ВТО (1994 г.);
- «Соглашение по применению санитарных и фитосанитарных мер (СФС)», принято ВТО (1994 г.);
- «Международные стандарты по фитосанитарным мерам (МСФМ)»

#### В России
Основными федеральными законами, действующими в правовом поле защиты и карантина растений являются:
- «О безопасном обращении с пестицидами и агрохимикатами» (от 19.07.1997 № 109-ФЗ),
- «О карантине растений» (от 15.07.2000 № 99-ФЗ),
- «О семеноводстве» (от 17.12.1997 № 149-ФЗ),
- «О государственном регулировании обеспечения плодородия земель сельскохозяйственного назначения» (от 16.07.1998 № 101-ФЗ),
- «Об охране окружающей среды» (от 10.01.2002 № 7-ФЗ),
- «Об экологической экспертизе» (от 23.11.1995 № 174-ФЗ).

#### В РеспубликеБеларусь
- «О защите растений» (2005)

#### В РеспубликеКазахстан
- «О карантине растений» (1999)
- «О защите растений» (2002)

#### В других странах
В Германии и многих других странах это — «Закон о защите растений».

### Организации

#### Международные
- Отдел растениеводства и защиты растений — Plant Production and Protection Division (AGP) при Продовольственной и сельскохозяйственной организации ООН (ФАО)
- Секретариат Международной конвенции по защите растений (МКЗР) — International Plant Protection Convention (IPPC) при Продовольственной и сельскохозяйственной организации ООН (ФАО)
- Европейско-средиземноморская организация по защите растений (ЕОЗР) — European and Mediterranean Plant Protection Organization (EPPO)
- Международная организация по биологической борьбе с вредными животными и растениями (МОББ) — International Organization for Biological and Integrated Control of Noxious Animals and Plants, или International Organization for Biological Control (IOBC)

#### В России
- Департамент растениеводства, химизации и защиты растений Министерства сельского хозяйства Российской Федерации (Минсельхоз России)
- Федеральная служба по ветеринарному и фитосанитарному надзору (Россельхознадзор)
- Российский сельскохозяйственный центр (Россельхозцентр)
- Федеральное агентство лесного хозяйства (Рослесхоз)
- Российский центр защиты леса (Рослесозащита)

### Методы

#### Мониторинги диагностика вредных организмов
Первым этапом защиты растений является диагностика вирусной инфекции. Для повышения достоверности результатов диагностики вирусологического статуса растений необходимо использовать, как минимум, 2 метода, причем, желательно, высокочувствительные – ИФА и ПЦР. Основными способами борьбы является выкорчевка больных и посадка здоровых растений, закладка насаждений устойчивыми сортами. Однако последнее сдерживается недостатком толерантных и иммунных сортов и быстрым преодолением устойчивости за счет формирования новых штаммов вирусов.
В насаждениях, заложенных здоровым посадочным материалом, большое внимание должно уделяться борьбе с переносчиками вирусов и строгому соблюдению остальных агротехнических мероприятий.

#### Агротехнический
Основан на использовании общих и специальных приёмов агротехники, с помощью которых создают экологические условия, неблагоприятные для развития и размножения вредных организмов и повышающие самозащитные свойства растений.

#### Биологический
Основан на использовании хищных и паразитических насекомых (энтомофагов), хищных клещей (акарифагов), микроорганизмов, нематод, птиц, млекопитающих и др. для подавления или снижения численности вредных организмов.

#### Химический
Основан на применении веществ, токсичных для вредных организмов — пестицидов.

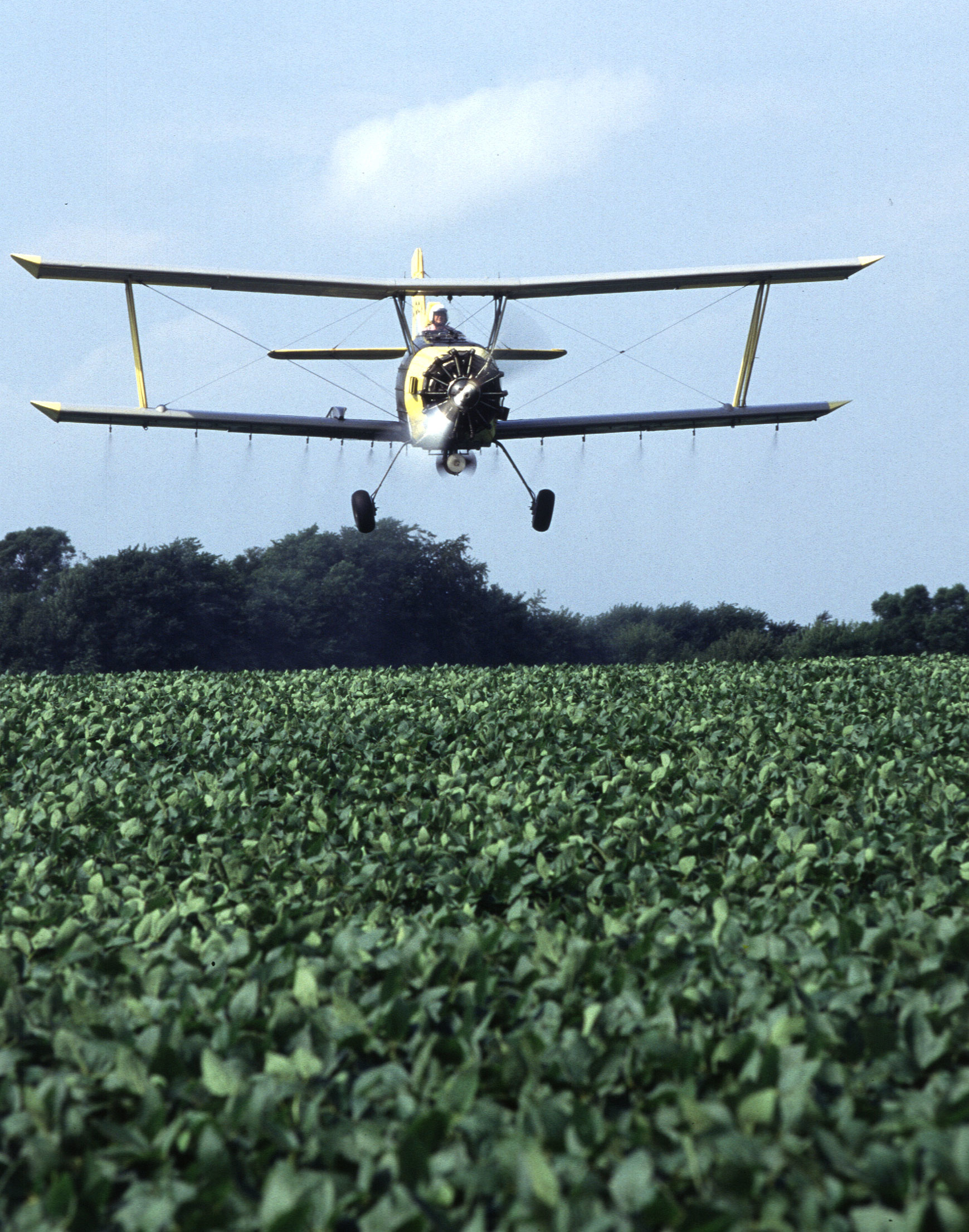
Авиаобработка посевов пестицидом

#### Механический
Использование заградительных и ловчих канавок, ловчих поясов, различных приспособлений для вылова вредителей и т. д.

#### Биофизический
Основанный на использовании физических агентов — радиоактивных и тепловых излучений, ультразвука, света и др.

#### Интегрированный
Система управления фитосанитарным состоянием экосистем путём комплексного использования различных средств и методов защиты растений с целью обеспечения фитосанитарного благополучия территории.

#### Карантин
Карантин растений и продукции растительного происхождения. Правовой режим, предусматривающий систему государственных мероприятий, направленных на предотвращение интродукции и/или распространения карантинных вредных организмов для охраны растительных ресурсов страны.

## Образование

#### В России

##### История
История преподавания защиты растений в России начинается с февраля 1867 года, когда совет Петровской земледельческой и лесной академии в Москве постановил разрешить приват-доценту К. Э. Линдеману читать краткий курс прикладной энтомологии. Большой вклад в подготовку кадров прикладных энтомологов внёс Николай Михайлович Кулагин, преподававший с 1894 года в Московском сельскохозяйственном институте.
Истоки преподавания учения о болезнях сельскохозяйственных и лесных растений также восходят к 1894 году, когда молодой профессор Московского сельскохозяйственного института Семён Иванович Ростовцев возглавил кафедру ботаники и организовал первый в стране специальный курс патологии растений. Первоначальный курс лекций С. И. Ростовцева назывался «Фитопаразитология»; в дальнейшем автор несколько раз менял название, выпуская учебники под названиями «Патология растений» и «Фитопатология» (1898, 1899, 1908, 1923).
История преподавания защиты растений в Санкт-Петербурге уходит корнями в начало XX века, когда в 1904 году были организованы Стебутовские женские сельскохозяйственные курсы, а в 1906 году — Каменноостровские курсы, впоследствии получившие статус сельскохозяйственных институтов.
На Стебутовских курсах с 1904 года энтомологию читал известный специалист в области лесной энтомологии, сын известного композитора, Михаил Николаевич Римский-Корсаков. На Каменноостровских курсах с 1908 года кафедрой прикладной зоологии руководил Анатолий Алексеевич Силантьев. Им был создан первый курс энтомологии для сельскохозяйственных вузов и отдел энтомологии при Николаевской опытной станции в Лужском уезде, где велись научные исследования, и проходили практику студенты. В 1920-е годы выделилась самостоятельная кафедра энтомологии в составе Петроградского, а затем Ленинградского сельскохозяйственного института (ЛСХИ) на Каменном острове.
Кафедра фитопатологии также была организована на Стебутовских курсах и до 1916 года её возглавлял профессор Артур Артурович Ячевский.
В 1920 году была организована первая в России кафедра энтомологии — в Московском сельскохозяйственном институте. Основателем кафедры сельскохозяйственной и лесной энтомологии считается Василий Фёдорович Болдырев.
В 1920 году в Петрограде были созданы Высшие курсы прикладной зоологии и фитопатологии, на базе которых Николай Николаевич Богданов-Катьков организовал учебный Институт зоологии и фитопатологии (ИЗИФ), просуществовавший до 1948 года.
В 1930—1931 годах в Сельскохозяйственной академии имени К. А. Тимирязева (ТСХА) было образовано отделение, а затем и факультет защиты растений, в состав которого вошла впервые организованная как самостоятельная и кафедра фитопатологии.
В 1930—1932 годах из ТСХА был выделен Владимирский Институт по борьбе с вредителями (Владимирский УЧКОМБОВ, Владимир), а из ЛСХИ — Ленинградский институт по борьбе с вредителями (ЛИНБОВ), в 1934 году опять слившийся с ЛСХИ.
В 1934 году Н. Н. Богданов-Катьков организовал в ЛСХИ факультет защиты растений.
В 1934 году во многих сельскохозяйственных и других ВУЗах были созданы кафедры энтомологии или защиты растений.
Своего расцвета образование по защите растений достигло в 1960—1980-е годы, когда в большинстве сельскохозяйственных институтов и академий существовали факультеты защиты растений в составе 3-5 кафедр. Так, в ЛСХИ учебный процесс проходил на базе кафедр общей энтомологии, сельскохозяйственной энтомологии, сельскохозяйственной фитопатологии, биологической защиты растений, химической защиты растений; временами в состав факультета входила также старейшая кафедра зоологии; читались десятки курсов лекций по всем направлениям науки.

##### Современное состояние
В 1990-е годы начался процесс слияния или ликвидации кафедр на факультетах защиты растений во всех аграрных ВУЗах России.
В 2000-е годы были ликвидированы все факультеты защиты растений. Так, в Санкт-Петербургском государственном аграрном университете в 2009 году появился факультет агротехнологий и декоративного растениеводства в результате объединения трёх старейших факультетов ВУЗа: агрономического, защиты и карантина растений, плодоовощеводства и декоративного садоводства. В 2012 году он получил наименование Институт агротехнологий, почвоведения и экологии. 
Кафедра защиты растений агрономического факультета в Московской академии имени К. А. Тимирязева осталась единственной в стране с таким названием. В нынешнем виде она образована 1 сентября 2010 года. В её состав вошли ранее существовавшие отдельно кафедры энтомологии, фитопатологии и химических средств защиты растений.
В ряде сельскохозяйственных вузов и НИИ до сих пор имеются аспирантура и докторантура, работают диссертационные советы по защите докторских и кандидатских диссертаций по специальностям:
- 06.01.07 — защита растений
- 03.02.05 — энтомология
- 03.02.12 — микология

## Периодические издания

### В России
В 1912 году опубликован первый выпуск журнала «Энтомологический вестник» (в 1914—1917 годах — «Вестник русской прикладной энтомологии»; Киев).

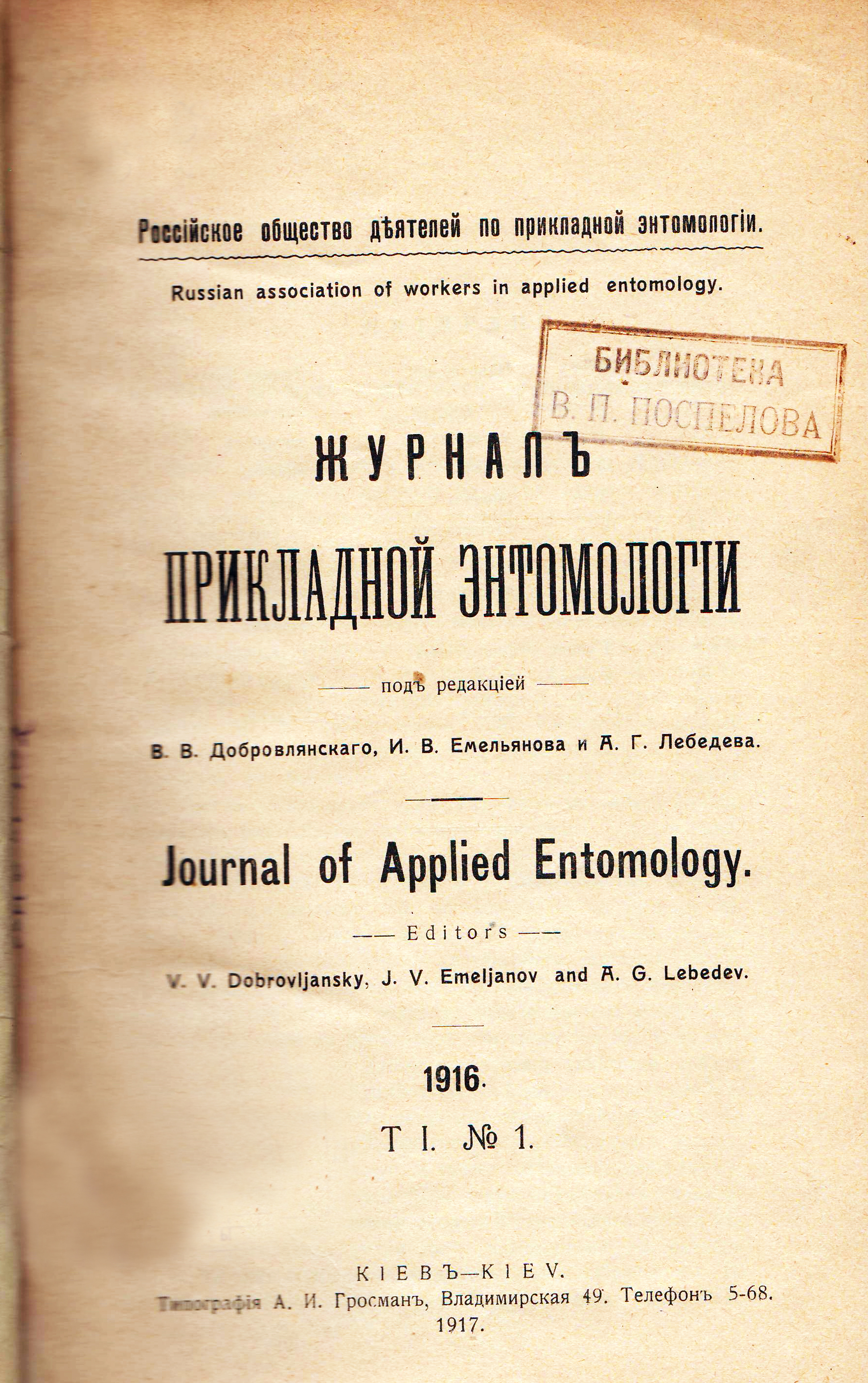
Журнал прикладной энтомологии

В 1917 г. опубликован 1-й (и единственный) выпуск Журнала прикладной энтомологии.
В 1923 г. опубликован 1-й выпуск Известий курсов прикладной зоологии и фитопатологии (Петроград).
В 1924 г. опубликован 1-й номер журнала Защита растений от вредителей (1924—1931; Петроград).
В 1930 г. опубликован 1-й том издания Труды по защите растений (19-й том вышел в 1936 г.; Ленинград).

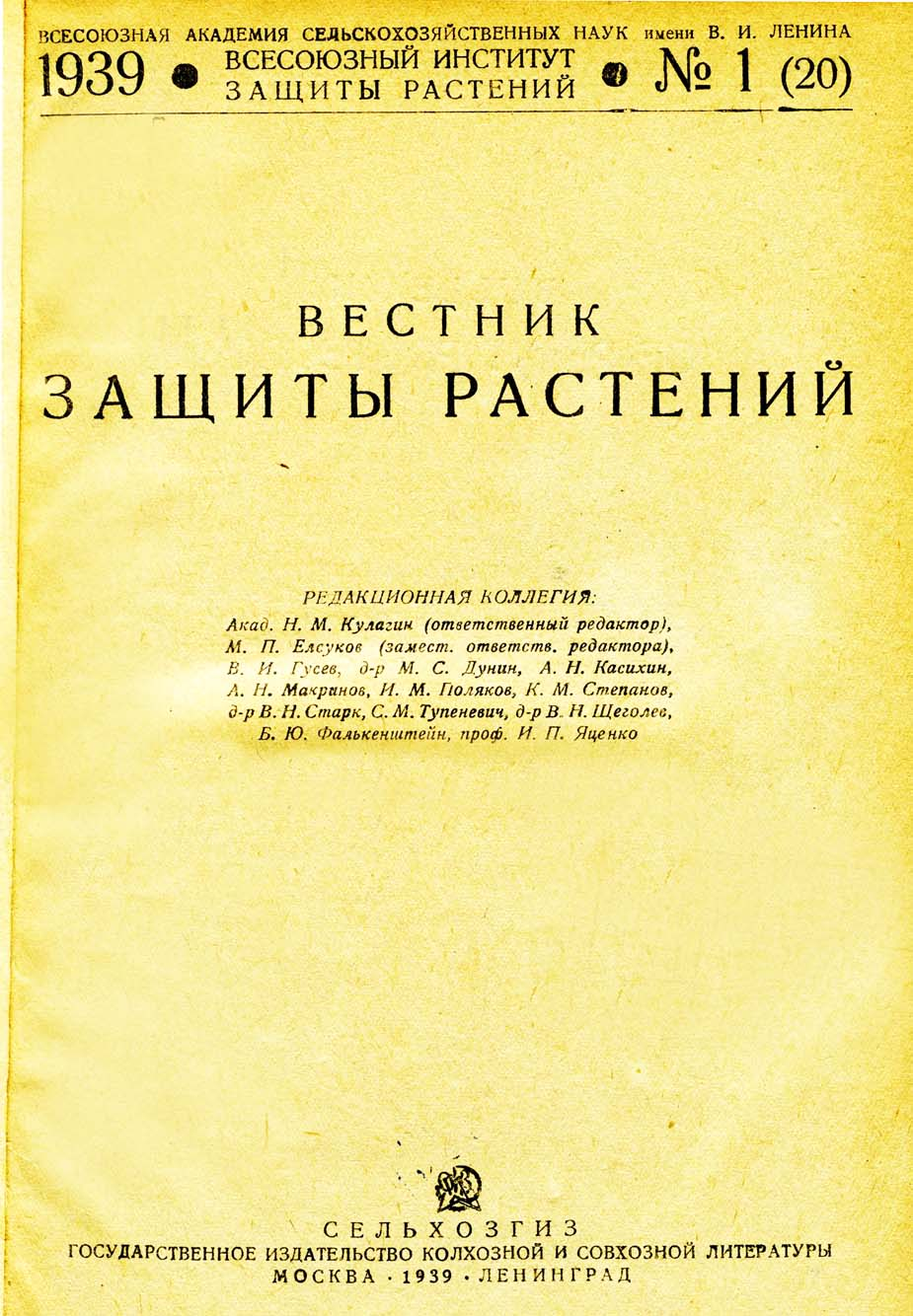
Вестник защиты растений

В 1939 г. основан журнал Вестник защиты растений (Ленинград).
В 1956 г. в Москве опубликован 1-й номер журнала Защита и карантин растений (до 1966 г. — Защита растений от вредителей и болезней, до 1996 г. — Защита растений).
В 1967 г. основан журнал Микология и фитопатология (Ленинград).
С 1995 г. печатается газета Защита растений (Москва).
В 2010 г. вышел из печати первый том журнала Прикладная энтомология (Москва).
В 2012 г. начали выходить Информационный бюллетень по международным вопросам в области карантина растений (электронный ресурс ) и журнал Карантин растений. Наука и практика (Москва).

### В других странах

#### Великобритания
- Agricultural and Forest Entomology (Royal Entomological Society)
- Bulletin of Entomological Research
- Ecological Entomology 1976- (Royal Entomological Society)

#### Венгрия
- Acta Phytopathologica et Entomologica Hungarica 1966-,

#### Иран
- Journal of entomological research

#### США
- Environmental Entomology
- Journal of Economic Entomology

#### Япония
- Applied Entomology and Zoology

#### ИздательствоElsevier
- Agriculture and Agricultural Science Procedia
- Arthropod Structure & Development
- Crop Protection
- Current Opinion in Insect Science
- Insect Biochemistry and Molecular Biology
- International Journal for Parasitology
- International Journal for Parasitology: Drugs and Drug Resistance
- International Journal for Parasitology: Parasites and Wildlife
- Journal of Asia-Pacific Entomology
- Journal of Insect Physiology
- Journal of Invertebrate Pathology
- Journal of Stored Products Research
- Postharvest Biology and Technology
- Ticks and Tick-borne Diseases

#### ИздательствоJohn Wiley & Sons
- Agricultural and Forest Entomology
- Annals of Applied Biology
- Australian Journal of Entomology
- Entomologia Experimentalis et Applicata
- Entomological Research
- Entomological Science
- EPPO Bulletin
- Insect Science
- Journal of Applied Ecology
- Journal of Applied Entomology
- Methods in Ecology and Evolution
- Pest Management Science
- Pesticide Science. Currently known as: Pest Management Science
- Tropical Science
- Weed Biology and Management
- Weed Research
- Zeitschrift für Angewandte Entomologie. Currently known as: Journal of Applied Entomology

#### ИздательствоSpringer
- Applied Entomology and Zoology
- Arthropod-Plant Interactions
- Australasian Plant Disease Notes
- Australasian Plant Pathology
- Biologia. Botany, Zoology and Cellular and Molecular Biology
- Biology Bulletin
- Biology Bulletin Reviews
- Doklady Biological Sciences
- Entomological Review
- Environmental Management
- European Journal of Plant Pathology
- Journal of General Plant Pathology
- Journal of Insect Behavior
- Mycopathologia
- Neotropical Entomology
- Parasitology Research. Founded as Zeitschrift für Parasitenkunde
- Phytoparasitica
- Zoological Studies

См. также:
- Список журналов издательства Springer

#### ИздательствоTaylor & Francis
- International Journal Of Acarology
- Mycology: An International Journal On Fungal Biology
- New Zealand Entomologist
- Oriental Insects

См. также:
- Список энтомологических журналов
- Список зоологических журналов

### по защите растений
- Поляков И. Я., Персов М. П., Смирнов В. А. Прогноз развития вредителей и болезней сельскохозяйственных культур. М., 1984.
- Корчагин В. Н. Защита растений от вредителей и болезней на садово-огородном участке. - М., Агропромиздат, 1987. - 317 с. - Тираж 600 000 экз.
- Поляков И. Я., Левитин М. М., Танский В. И. Фитосанитарная диагностика в интегрированной защите растений. М.: Колос, 1995.
- Ченкин А. Ф. Фитосанитарная диагностика. М., 1994.
- Биологическая защита растений : учебник / М. В. Штерншис, Ф. С.-У. Джалилов, И. В. Андреева, О. Г. Томилова; ред. М. В. Штерншис. — Москва : КолосС, 2004. — 264 с. — (Учебники и учеб. пособия для студентов высш. учеб. заведений). — Электрон. версия печ. публ. -URL:  (дата обращения: 17.04.2013).
- Защита растений от вредителей : учебник / И. В. Горбачев, В. В. Гриценко, Ю. А. Захваткин [и др.]; ред. В. В. Исаичев. — Москва : Колосс, 2002. — 472 с.: ил. — (Учебники и учебные пособия для студентов высших учебных заведений). — Электрон. версия печ. публ. — URL: (дата обращения: 17.04.2013).
- Защита растений от болезней : учебник/В. А. Шкаликов, О. О. Белошапкина, Д. Д. Букреев и др.; ред. В. А. Шкаликов. −3-е изд., испр. и доп. -Москва : КолосС, 2010. — 404 с.: ил. — (Учебники и учеб. пособия для студентов высш. учеб. заведений).- Электрон. версия печ. публ. — URL: (дата обращения: 17.04.2013).

### по сельскохозяйственной энтомологии
- Бей-Биенко Г. Я.. Советская энтомология за 50 лет. Энтомологическое обозрение, 1967, т. 46, в. 3.
- Викторов Г. А. Проблемы динамики численности насекомых на примере вредной черепашки. М.: Наука, 1967. 271 с.
- Насекомые и клещи — вредители сельскохозяйственных культур. Т. 1—4. — СПб.: Наука, 1994.
- Макарова Л. А., Доронина Г. М. Синоптический метод прогноза дальних миграций вредных насекомых. СПб: Гидрометеоиздат, 1994. 199 с.
- Холодковский Н. А.. Курс энтомологии теоретической и прикладной, 4 изд., т. 1—3, М. — Л., 1927—31.
- Чеснова Л. В. Очерки по истории прикладной энтомологии в России, М., 1962.
- Шумаков Е. М. Становление сельскохозяйственной энтомологии в дореволюционной России. Вестник защиты растений, 2010, 2: 64-68, 3: 61-64, 4: 61-67.
- Щёголев В. Н. Сельскохозяйственная энтомология, М. — Л., 1960.
- Essig Е. 0. A history of entomology, N. Y., 1931.
- «History of entomology», Palo Alto (Calif.), 1973.

### по фитопатологии
- Вирусные болезни ягодных культур и винограда = VIRUS DISEASES OF SMALL FRUITS AND GRAPEVINES (A HANDBOOK). UNIVERSITY OF CALIFORNIA DIVISION OF AGRICULTURAL SCIENCES BERKELEY, CALIFORNIA, U.S.A. 1970 / Сухова К. С.. — М.: Колос, 1975.
- Журавлев И. И., Соколов Д. В., Лесная фитопатология, М., 1969:
- Методы фитопатологии, пер. с англ., под ред. М. В. Горленко, М., 1974;
- Поляков И. М., Химический метод защиты растений от болезней, 2 изд., Л., 1971;
- Пересыпкин В. Ф., Сельскохозяйственная фитопатология, 2 изд., М., 1974;
- Санкина Е. М., Защита растений. Фитопатология. Учебное пособие для самостоятельного изучения дисциплины/НГСХА. Нижний Новгород, 2005 г.
- Степанов К. М., Чумаков А. Е., Прогноз болезней сельскохозяйственных растений, 2 изд., Л., 1972;
- Тарр С. А., Основы патологии растений, пер. с англ., под ред. М. С. Лунина, М., 1975.
- Тюрьморезов А.П.Виноградные болезни на Дону и о том, как их узнавать, как лечить и предохранять виноградники от заболеваний.

### На русском языке
- Большой форум по фитопатологии

### На английском языке
- American Phytopathological Society
- British Society for Plant Pathology
- Plant Health Progress, Online journal of applied plant pathology
- Pacific Northwest Fungi, online mycology journal with papers on fungal plant pathogens